# 五間彎貝介
五間彎貝介（学名：Loxoconcha wuchienna）为彎貝介科彎貝介屬下的一个种。